# Aleksandar Čavrić
Aleksandar Čavrić, né le 18 mai 1994 à Vukovar en Croatie, est un footballeur serbe. Il évolue au poste de milieu offensif à Kashima Antlers.

## Biographie
En 2014, après deux saisons passées au sein de L'OFK Belgrade, Aleksandar Čavrić international espoir serbe vainqueur du championnat d'Europe des moins de 19 ans en 2013 débarque dans le Limbourg (Belgique) où il signe un contrat de trois ans, avec option pour deux supplémentaires, au KRC Genk.

## Palmarès
- Vainqueur du championnat d'Europe des moins de 19 ans 2013 avec l'équipe de Serbie des moins de 19 ans
- Vainqueur de la Coupe de Slovaquie en 2017 et 2018